# Platydoras birindellii
Platydoras birindellii — вид сомів родини бронякових (Doradidae). Описаний у 2019 році.

## Поширення
Ендемік Бразилії. Поширений у верхньому і середньому басейні річки Шінгу. Мешкає у прозорих скелястих річках з порогами.

## Назва
Вид названо на честь бразильського іхтіолога Жозе Луїша Олівана Бірінделлі за те, що він збагатив наші знання про бронякових сомів та надихнув наступне покоління неотропічних іхтіологів своїм ентузіазмом і чесністю.

## Опис
Platydoras birindellii легко діагностувати серед усіх його родичів за наявністю простого газового міхура (порівняно з вторинним міхуром) і рівномірно темного кольору спинного та хвостового плавців (порівняно з чіткими відмітками, що складаються з темних плям або широкої смуги на центральній частині спинного плавця та пари темних широких смуг на хвостовому плавці, по одній у центрі кожної частки).